# إيمي هيمبل
إيمي هيمبل (بالإنجليزية: Amy Hempel)‏ هي صحفية وكاتِبة أمريكية، ولدت في 14 ديسمبر 1951 في شيكاغو في الولايات المتحدة.

## وصلات خارجية
- إيمي هيمبل على موقع ميوزك برينز (الإنجليزية)